# Yukarıyayla, Yatağan
Yukarıyayla là một xã thuộc huyện Yatağan, tỉnh Muğla, Thổ Nhĩ Kỳ. Dân số thời điểm năm 2011 là 384 người.